# La isla de los Wittys
La isla de los Wittys fue un programa televisivo infantil argentino emitido desde 1990 hasta 1991 por Canal 13, bajo la conducción de Alejandra Gavilanes. Fue escrito por Alejandro Caputto, Daniel Laje y Salvador Ottobre, y dirigido por Marta Donaire y María Mangone. En su segunda temporada se llamó El nuevo show de los Wittys con Alejandra.

## Historia
El programa se emitía de lunes a viernes a las 18:00 por Canal 13 y contaba con varios scketchs protagonizados principalmente por una familia de criaturas con cabezas grandes y sin brazos (los Wittys) conformada por: Papi, Pétalo y Pretty. Los villanos eran los Hobos Bruma y Gula. También estaban el dragón Felipe y el explorador Plucky. La idea original contaba con 12 personajes en total (9 Wittys y 3 Hobos) pero sólo éstos 7 vieron la luz. Música, risas, alegría y baile se mezclaban en divertidas aventuras presentadas por la actriz y animadora Alejandra Gavilanes.
En base al gran éxito a nivel de público salió una línea de artículos de tocador (jabón, colonias y shampoo) y un juego de mesa de Yetem. Se llegaron a producir cuatro discos, se editaron casetes y long plays bajo el sello PolyGram y se montaron dos obras teatrales.
En su segunda temporada el programa cambió al horario de lunes a viernes a las 11:00 y fue emitido hasta fines de 1991.

## Equipo técnico
- Iluminación: Miguel Cuartas
- Sonido: MEK Sonidos
- Asistente de vestuario: Juan C. Campos y Laura Entin
- Asistente de coreografía: Valeria Alonso
- Asistente de producción: Hernán "Curly" Jiménez, Hernán Ottobre y Nacho Grassino
- Maquinista: Juan Carlos Pinilla

## Elenco

### Elenco principal
- Alejandra Gavilanes (conducción)
- Fabián Pandolfi (como el Alcalde)
- Gustavo Ferdman (como el abuelo de Alejandra)

Voces:
- Sergio Cai Difrancesco (voces de Papá Witty y Bruma y locutor de la Isla)
- Ana Ferrari (voz de Mamá Witty)
- Susana Sisto
- Horacio Yerbe

Bailarines:
- Valeria Alonso
- Paula Belone
- María Mazzaferro
- Romina Roca
- Silvina Rumi
- Sergio Gambetta
- Fernando Groba
- Claudio Salgán

Personajes:
- Ariel Aragón
- Mabel Calcaprina
- Fernando Cometta
- Mariela Gallín
- Cristina Massaroni
- Roxana Migoni
- Juan Francisco Ramos
- Gustavo Ferdman ("Pétalos")
- Adrian Gustavo Oliver

## Temas de la Isla de Los Wittys
- La isla de Los Wittys
- Nene Witty
- Jugar es inventar
- Siempre estamos de fiesta
- Costruyendo el parque
- Estoy en un cuento
- La familia del papi Witty
- En la isla hay una selva
- Las estaciones de los Wittys
- Hay que ayudar a Medallón
- La Marcha Witty del Deporte
- Te saludo por Tv
- Quien me puede decir que es el amor
- Amistad Witty
- El buen camello los llevará
- Los sonidos de la isla
- Ha llegado el día
- Será un gran parque
- Los colores de la isla
- Dónde está Plucky
- La Witty orquesta
- Ser un Witty
- Cuando tenga el Medallón
- La princesa de las estrellas
- Preparando la aventura
- La Gula dieta
- El villancico de los Wittys
- El dragón Felipe